# Classe Cheon Wang Bong
La classe Cheon Wang Bong (en coréen :천왕봉급 전차상륙함, hanja : 天王峰級戰車上陸艦] est une classe de navires de débarquement amphibies (LST sur la liste des codes des immatriculations des navires de l'United States Navy) en service actuellement dans la marine de la république de Corée (ROKN).

## Historique
À la fin des années 1980, la marine de la république de Corée a décidé de remplacer progressivement sa flotte vieillissante de LST de classe LST-542 datant de la Seconde Guerre mondiale (rebaptisée classe Un Bong) achetée à l'United States Navy en 1958. Un plan en trois phases a été établi pour développer un nouveau bâtiment de débarquement amphibie pour répondre aux exigences des opérations modernes amphibies et de transport.
La première phase a été désignée comme le projet LST-I, et le développement et la conception ont commencé en 1987 par Korea Tacoma, actuellement Hanjin Heavy Industries. Après 4 ans de développement, le navire de tête, le ROKS Go Jun Bong (LST-681) a été lancé en 1991. Trois autres navires ont suivi et les quatre navires ont été mis en service dès 1998.
La deuxième phase, ou LST-II, était initialement prévue pour importer quatre navires de débarquement de chars de classe Newport, mais après avoir été reportée en raison de problèmes budgétaires, elle a été modifiée en faveur de Landing Platform Dock (LPD) de 4 500 tonnes de construction nationale pour être mis en service en 2013-2016. Après la construction du premier navire, un contrat de suivi pour quatre navires supplémentaires a été attribué à Hyundai Heavy Industries en décembre 2013.
La troisième phase, ou LST-III, devait être la construction de deux Landing Platform Helicopter (LPH) de taille moyenne, et sa conception a commencé en 1997. En 2001, il a été renommé projet LPX et un total de deux navires de 14.300 tonnes ont été commandés pour la marine de la république de Corée. Le 3 juillet 2007, le navire de tête de classe Dokdo a été mis en service.

## Unités
| Nom                         | N° coque | Constructeur                   | Lancement         | Statut     |
| --------------------------- | -------- | ------------------------------ | ----------------- | ---------- |
| ROKS Cheon Wang Bong 천왕봉 | LST 686  | Hanjin Group Pusan             | 11 septembre 2013 | En service |
| ROKS Cheon Ja Bong 천자봉   | LST 687  | Hyundai Heavy Industries Ulsan | 15 décembre 2015  | En service |
| ROKS Il Chul Bong 일철봉    | LST 688  | Hyundai Heavy Industries       | 25 octobre 2016   | En service |
| ROKS No Jeok Bong 노적봉    | LST 689  | Hyundai Heavy Industries       | 2 novembre 2017   | En service |

## Galerie

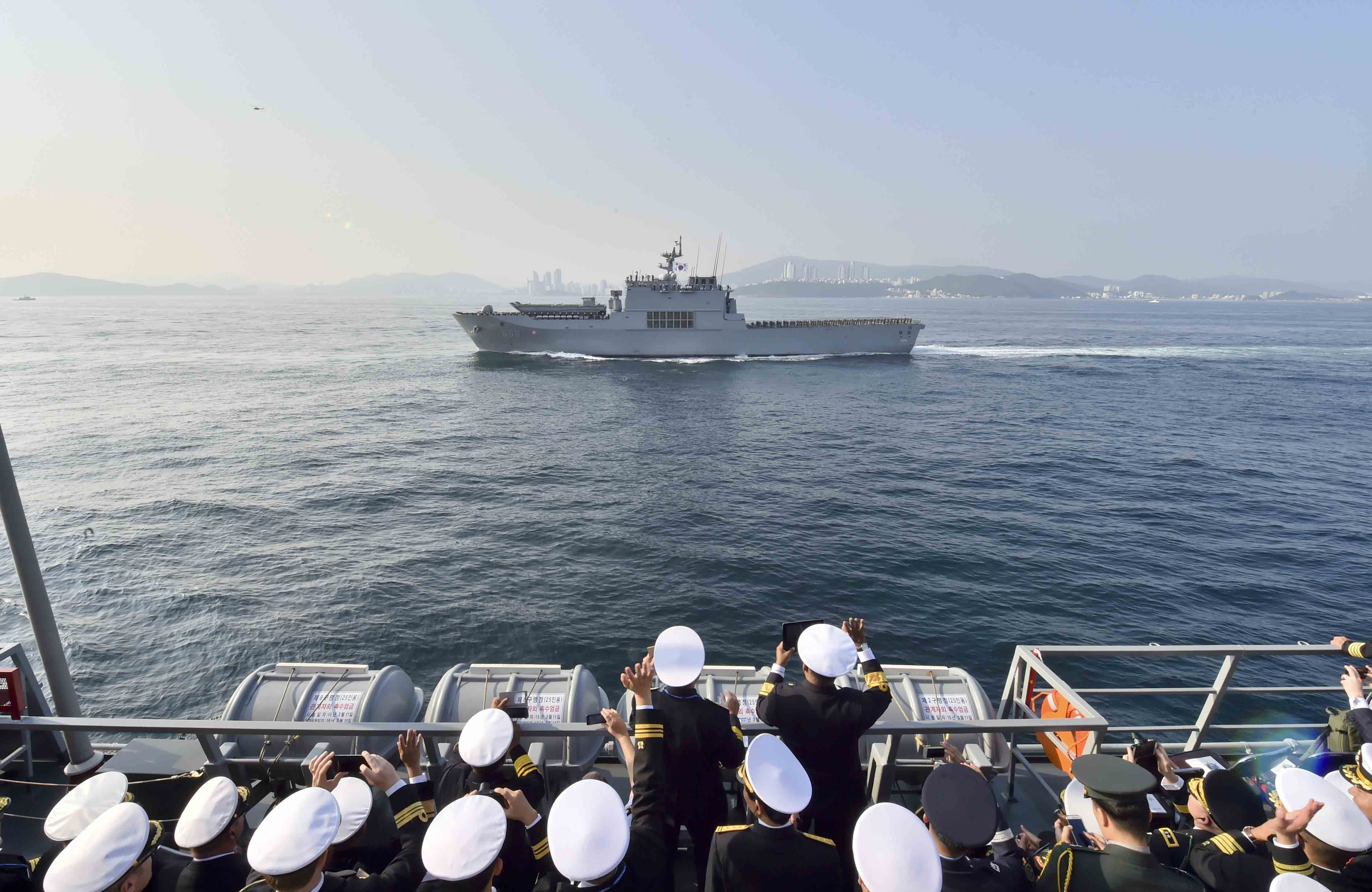
ROKS Cheon Wang Bong
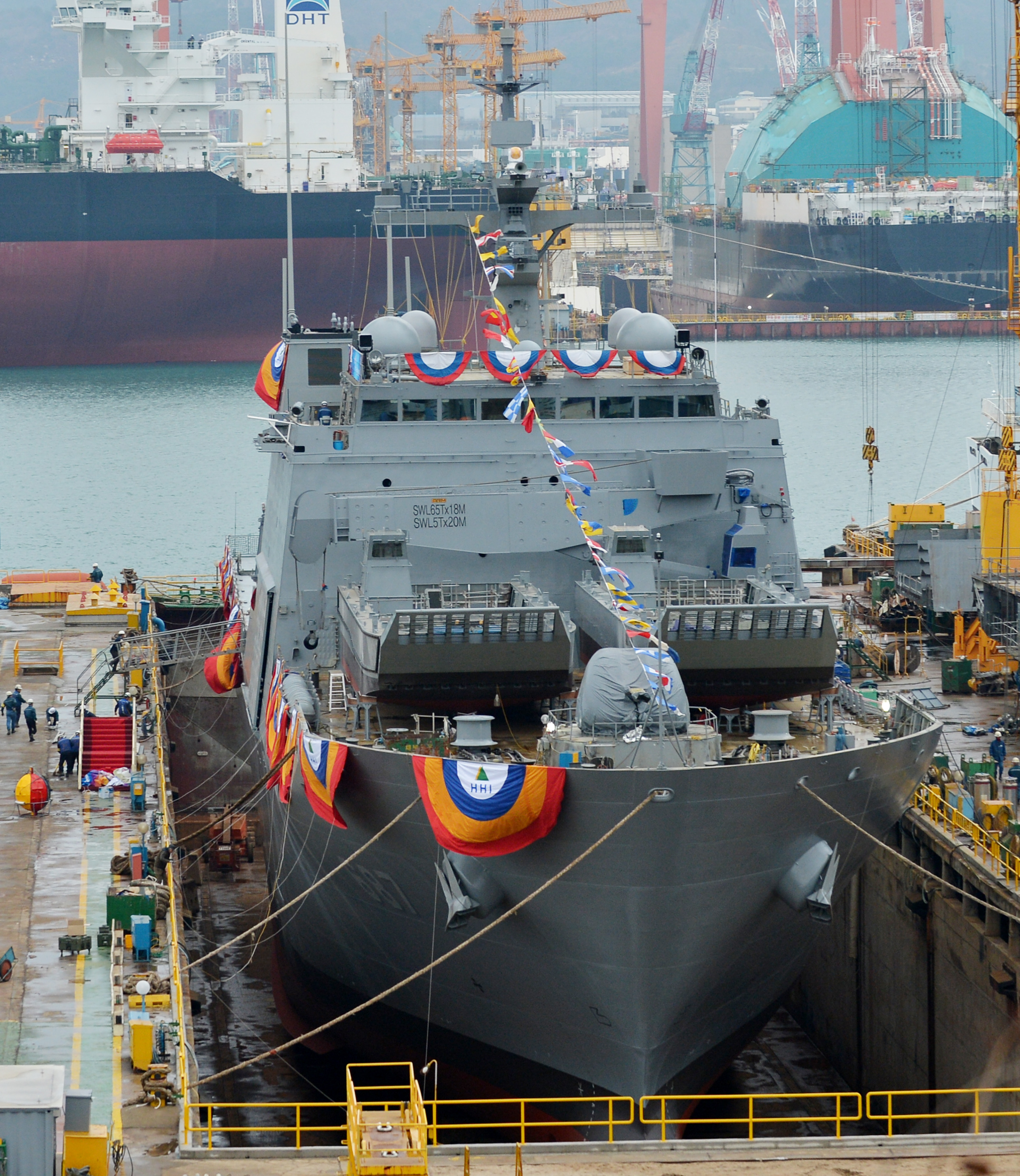
ROKS Cheon Wang Bong